# 13046 Aliev
13046 Aliev este un asteroid din centura principală de asteroizi.

## Descriere
13046 Aliev este un asteroid din centura principală de asteroizi. A fost descoperit pe 31 august 1990 la Observatorul de Astrofizică din Crimeea de Liudmila Juravliova. Asteroidul prezintă o orbită caracterizată de o semiaxă mare de 2,55 ua, o excentricitate de 0,26 și o înclinație de 3,0° în raport cu ecliptica.